# Бахмут (река)
Бахму́т (Бахму́тка) — река в Донецкой области Украины, правый приток Северского Донца.

## Гидроним
Название реки связывают с тюркским словом бахмат — низкорослая степная лошадь, которое трансформировалось затем в Бахмут. Вначале оно вступало в роли определения по отношению к слову су «вода, речка», которое позже утратилось. Из Бахмат (Бахмут) су со временем получилось Бахмут. Данная гипотеза подкрепляется наличием в этой же местности левого притока Донца, носящего имя Жеребец. В таком случае Бахмут можно толковать как речку, на берегах которой в старину паслись стада степных лошадей — бахматов. Однако не менее вероятно и другое объяснение, что в основе названия речки лежит тюркское личное имя Махмут — вариант имени Мухаммад. Изменение личного имени Махмут в Бахмут могло быть вызвано расподоблением двух одинаковых звуков — конечного и срединного м. Если это так, то гидроним Бахмут возникает из словосочетания Махмут су, то есть Махмутова речка, вода. Такого же происхождения название речки Айдар, левого притока Северского Донца, соотносимое с тюркским личным именем Айдар (сначала Айдар су). На связь названия реки с каким-то конкретным лицом (возможно, кочевником-тюрком) косвенно указывает и разновидность гидронима в форме притяжательного прилагательного — Бахмутова, на основе которого позднее возникает и вариант названия Бахмутовка.

## Характеристика
Длина реки — 88 км, площадь бассейна 1680 км². Высота устья — 56 м над уровнем моря. Высота истока — 259 м над уровнем моря. Уклон реки — 2,31 м/км. Русло извилистое, шириной в среднем течении до 10 м. Глубина до 3 м. Дно илистое. Вода непрозрачна, замутнена. Ледостав с начала декабря до середины марта.
Исток реки находится в городе Горловке в заболоченной местности вблизи железнодорожной станции Трудовая. Река протекает по территории Бахмутского района Донецкой области Украины. Впадает в Северский Донец возле села Дроновка.
Русло реки зарегулировано несколькими прудами. Вода используется для сельскохозяйственных и технических нужд. Вдоль русла реки расположены сельскохозяйственные земли.
Ранее река была судоходной, но в результате хозяйственной деятельности человека сильно обмелела.

## Населённые пункты на реке
Населённые пункты Украины (вниз по течению): Горловка, Николаевка Вторая, Николаевка, Отрадовка, Опытное, Бахмут, Парасковиевка, Благодатное, Соледар, Сакко и Ванцетти, Николаевка Раздоловского сельсовета, Фёдоровка, Переездное, Кузьминовка, Звановка, Северск, Дроновка.